# شهباز سولاوسی
شهباز سولاوسی (نام علمی: Accipiter griseiceps) نام یک گونه از سرده بازها است. این پرنده بوم‌زاد سولاوسی، اندونزی است. زیستگاهش در مناطق نیمه‌گرمسیری یا منطقه گرمسیری با زمین‌های پوشیده از جنگل می‌باشد.